# St. Martin (Untermenzing)

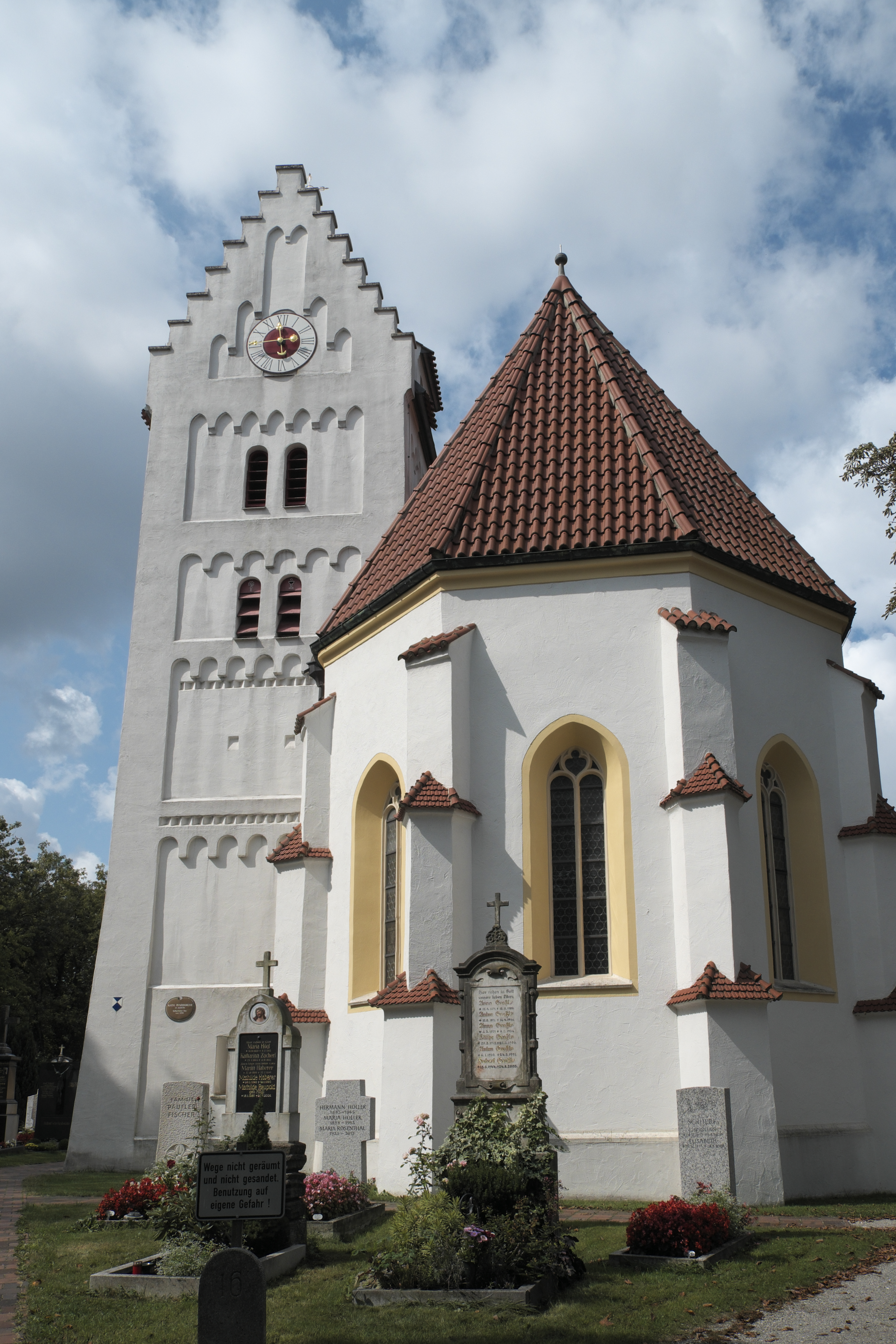
Pfarrkirche St. Martin

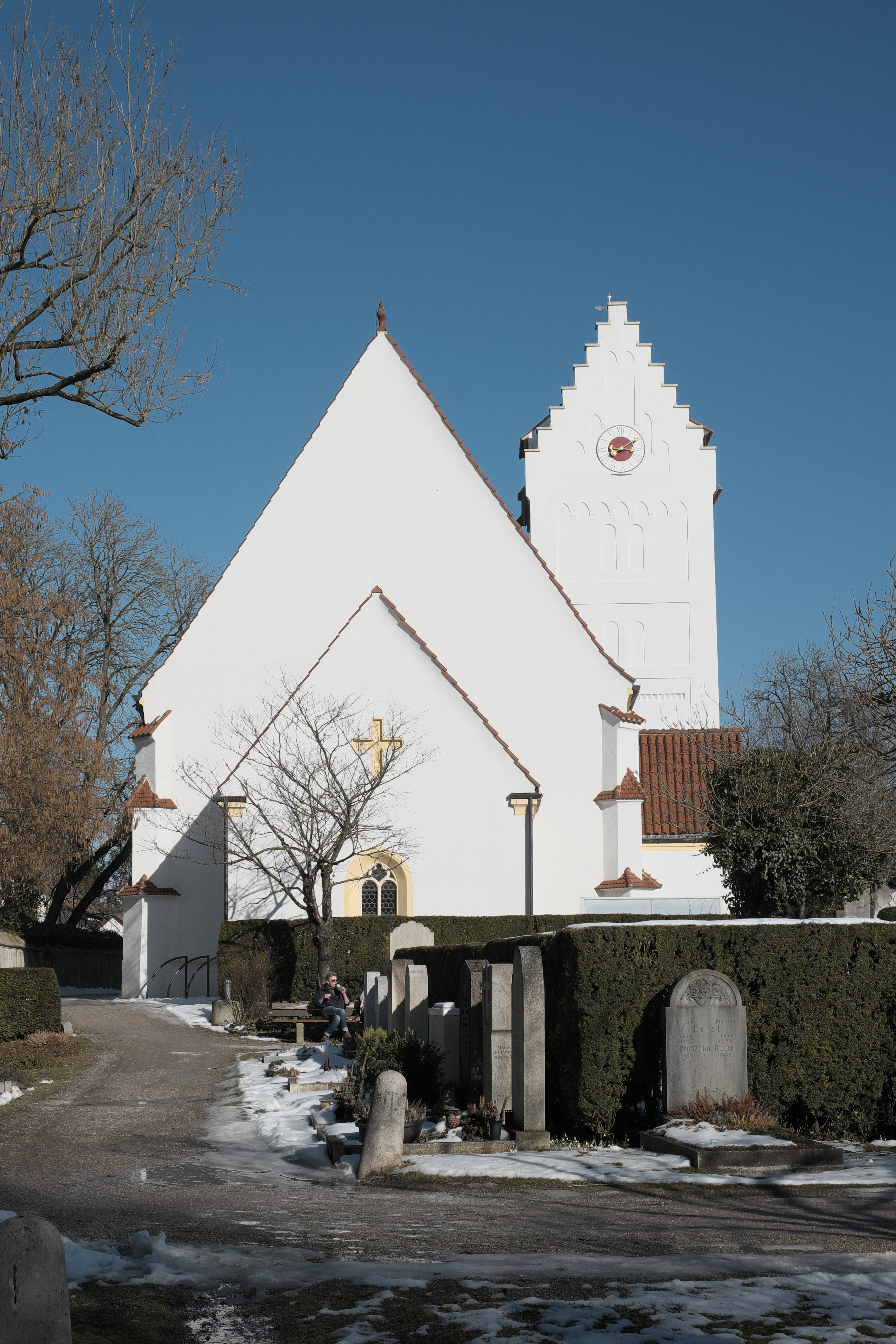
Rückseite mit Teilansicht des Friedhofes

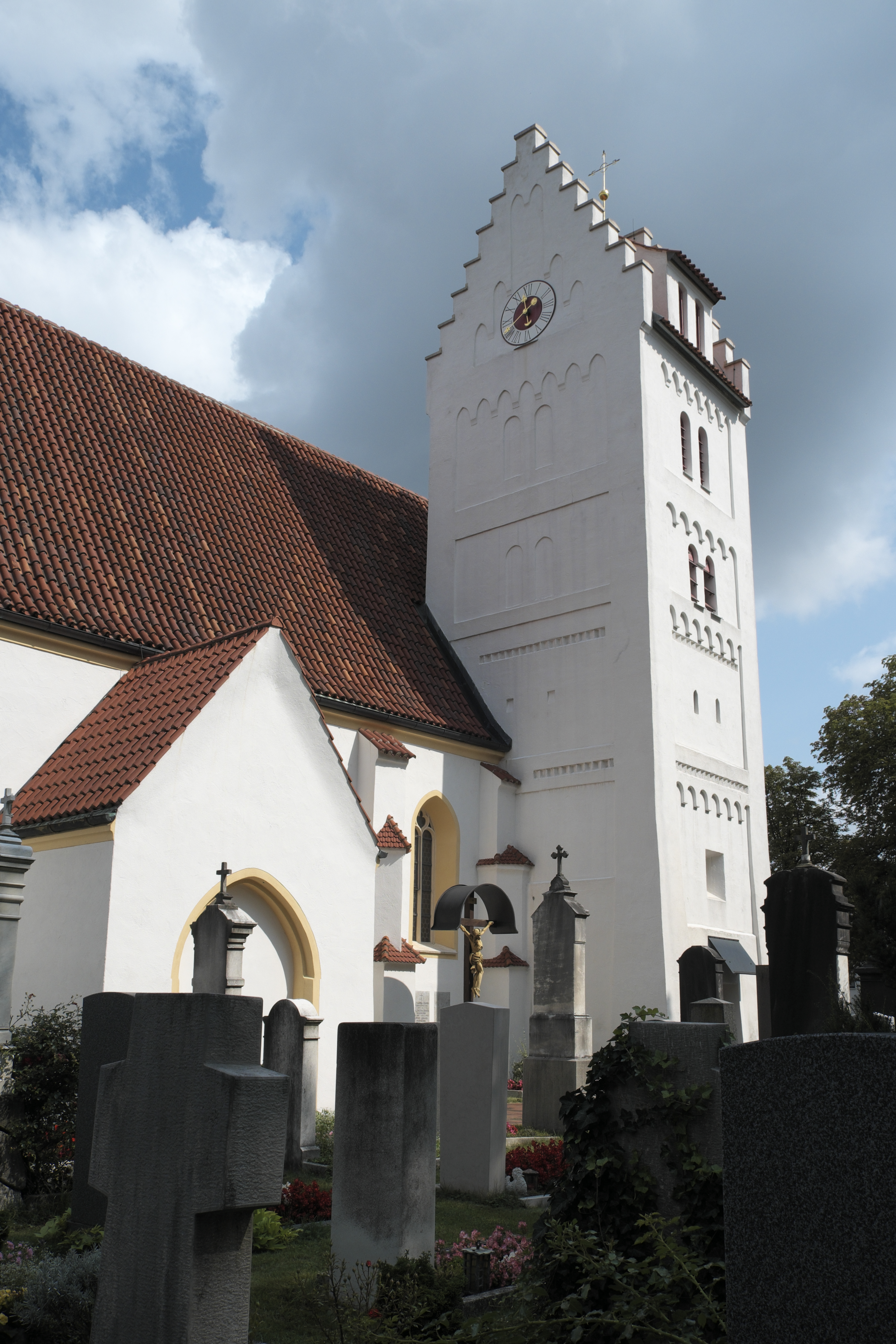
Seitenansicht

Die römisch-katholische Pfarrkirche St. Martin in Untermenzing, im Münchner Stadtbezirk 23 Allach-Untermenzing, steht am Ostufer der Würm auf einer kleinen Erhebung. Bis 1945 war sie Filialkirche der Aubinger St.-Quirin-Kirche, seither ist sie Pfarrkirche. Verwaltungsmäßig gehört sie zum derzeitigen Pfarrverband Allach-Untermenzing des Erzbistums München und Freising. Das Kirchengebäude zählt zu den besten spätgotischen Kirchen der Umgebung und wurde deshalb unter dem Aktenzeichen D-1-62-000-1581 durch das Bayerische Landesamtes für Denkmalpflege in der Liste der Baudenkmäler in Untermenzing erfasst.

## Geschichte
Die St.-Martins-Kirche entstand an der Stelle eines kleineren spätromanischen Vorgängerbaus, der vermutlich als eine adlige Eigenkirche gegründet wurde und 1315 in der Konradinischen Matrikel erstmals urkundlich erwähnt wurde. Dieser Vorgängerbau soll bereits unter dem Patrozinium des Hl. Martin gestanden sein, der bekanntlich auch ein Patron der Frankenherrscher war. Der Turm dieser Kirche wurde in den später aufgeführten Neubau übernommen, die vier unteren Geschosse des 22 Meter hohen wuchtig wirkenden Turmes sind bis heute erhalten. Dabei entspricht die heutige Sakristei dem ursprünglichen Altarraum was noch an einigen ursprünglichen (teilweise noch rot bemalten) Chorbögen im Inneren erkennbar ist.
Das heutige Kirchengebäude wurde im Jahre 1499 unter dem Bauherrn Herzog Siegmund von Bayern-München durch den Baumeister Ulrich Randeck im spätgotischen Stil errichtet. Der Neubau wurde interessanterweise neben den, während des Baus noch weiter benötigten, romanischen Altbau errichtet, welcher erst mit Fertigstellung des Chorraums 1500 abgebrochen wurde. Daher befindet sich der Kirchturm von St. Martin auch nicht wie üblich mittig, sondern seitlich vom Kirchenschiff. Der Neubau ist in Backstein gemauert und weiß verputzt. Zugleich wurde das bisherige Glockengeschoss mit zwei Staffelgiebeln aufgemauert. Das steile Satteldach vereinheitlicht die Anlage. Am Langhaus ist das Dach etwa halb so hoch wie die Gesamthöhe des Gebäudes, über dem polygonalen Schluss des Chores ist es entsprechend abgewalmt. Im Scheitel des Chorgewölbes befindet sich ein Tonrelief mit dem hl. Martin. Die Außenmauern sind durch dreifach abgetreppte Strebepfeiler gegliedert. Ursprünglich war die Kirche durch ein Portal im südlichen Vorhaus erschlossen, das heute vermauert ist. Der neue Eingang befindet sich seit dem Umbau 1904 in der Westwand des neugotischen Vorbaus.
Der stark eingezogene Chor zu zwei Jochen ist zum einschiffigen Langhaus zu vier Jochen um eine Stufe erhöht. Der Triumphbogen ist reich profiliert. Der Raum ist mit einer Stichkappentonne überwölbt. Die Wände sind durch vorgelegte Wandpfeiler, entsprechend den Strebepfeilern der Außenwände, gegliedert. Die Kantenkehlungen gehen nahtlos in die Schildbögen über.

## Bleiglasfenster
Die Bleiglasfenster im Chor stammen aus der Entstehungszeit um 1500 von Hans Windhart, der unter anderem auch die Fenster der Münchner Frauenkirche mitgestaltet hat. Auf einer Scheibe ist der Apostel Petrus dargestellt, vor dem ein mit einem Chorhemd bekleideter Stifter kniet. Auf der Scheibe daneben ist Maria mit dem Jesuskind zu sehen. Sie steht auf der Mondsichel und ist von einem Strahlenkranz umgeben. Auf einer weiteren Scheibe ist der hl. Nikolaus mit drei goldenen Kugeln in der Hand zu sehen, unten das Wappen der Auer von Pullach. Daneben kniet der bayerische Herzog und Bauherr Sigismund vor seinem Namenspatron, dem hl. Sigismund von Burgund, der durch seine Attribute, den Reichsapfel und das Zepter, zu erkennen ist. Auf zwei weiteren Scheiben werden Wappenengel und auf den Schilden der Bayerische Löwe und Rauten dargestellt. Die Inschrift darunter nennt den Stifter und die Jahreszahl 1499: „Vo(n) gotes genade(n) sigmund pfalzg(ra)f pey rein herzog in ob(e)rn un(d) nider pairn 1499“.

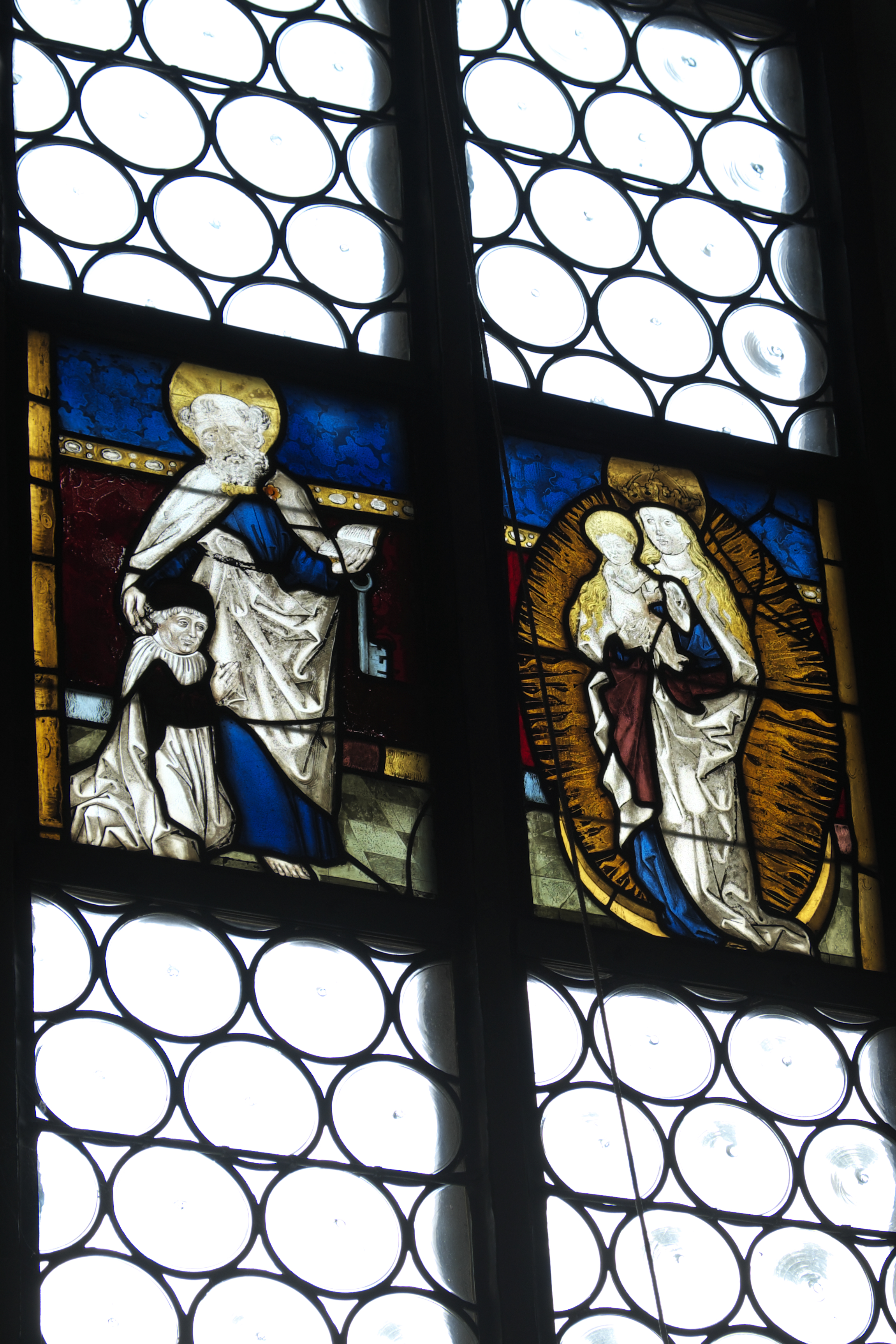
Petrus mit Stifter, Madonna im Strahlenkranz
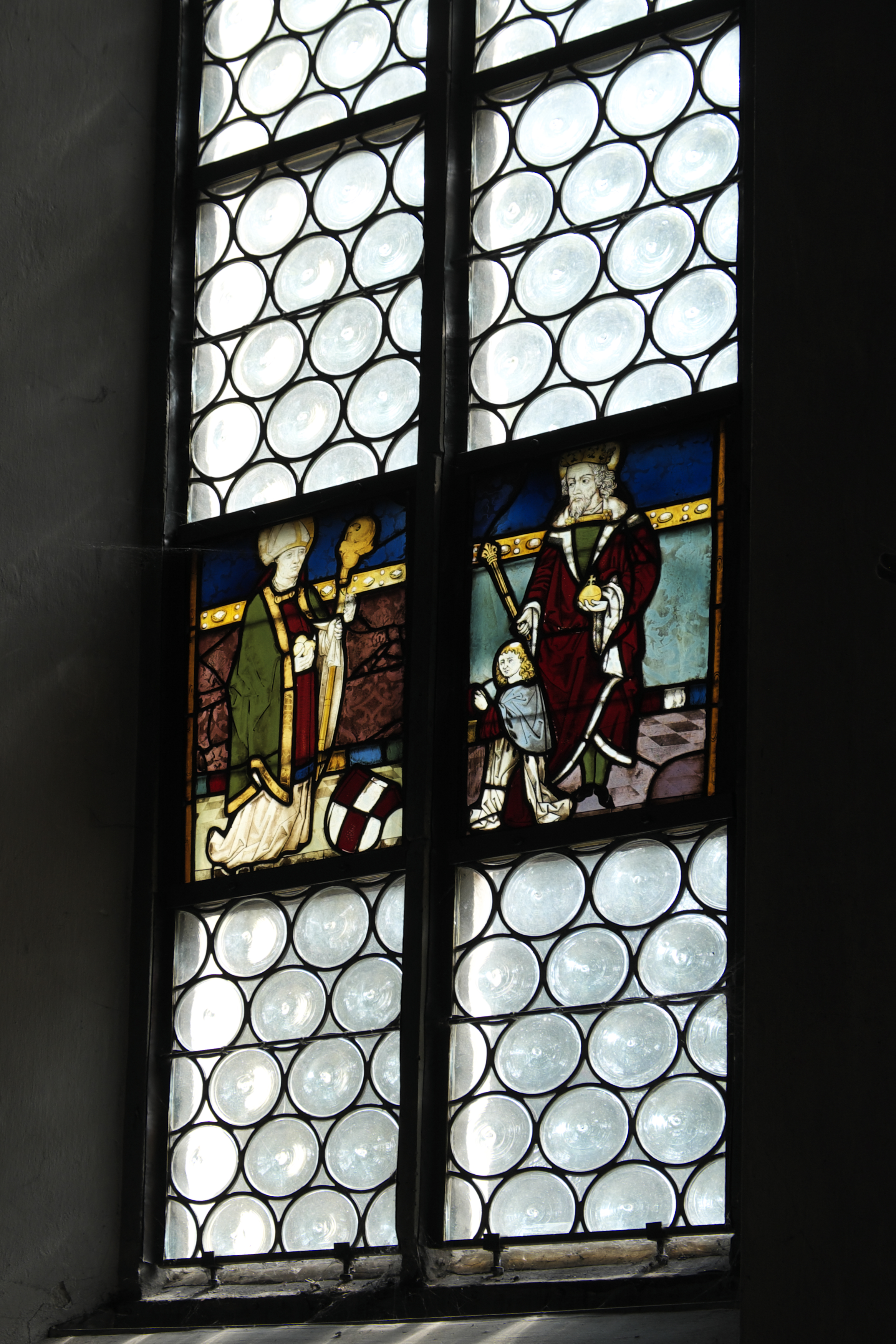
hl. Nikolaus, Herzog Sigismund und Namenspatron
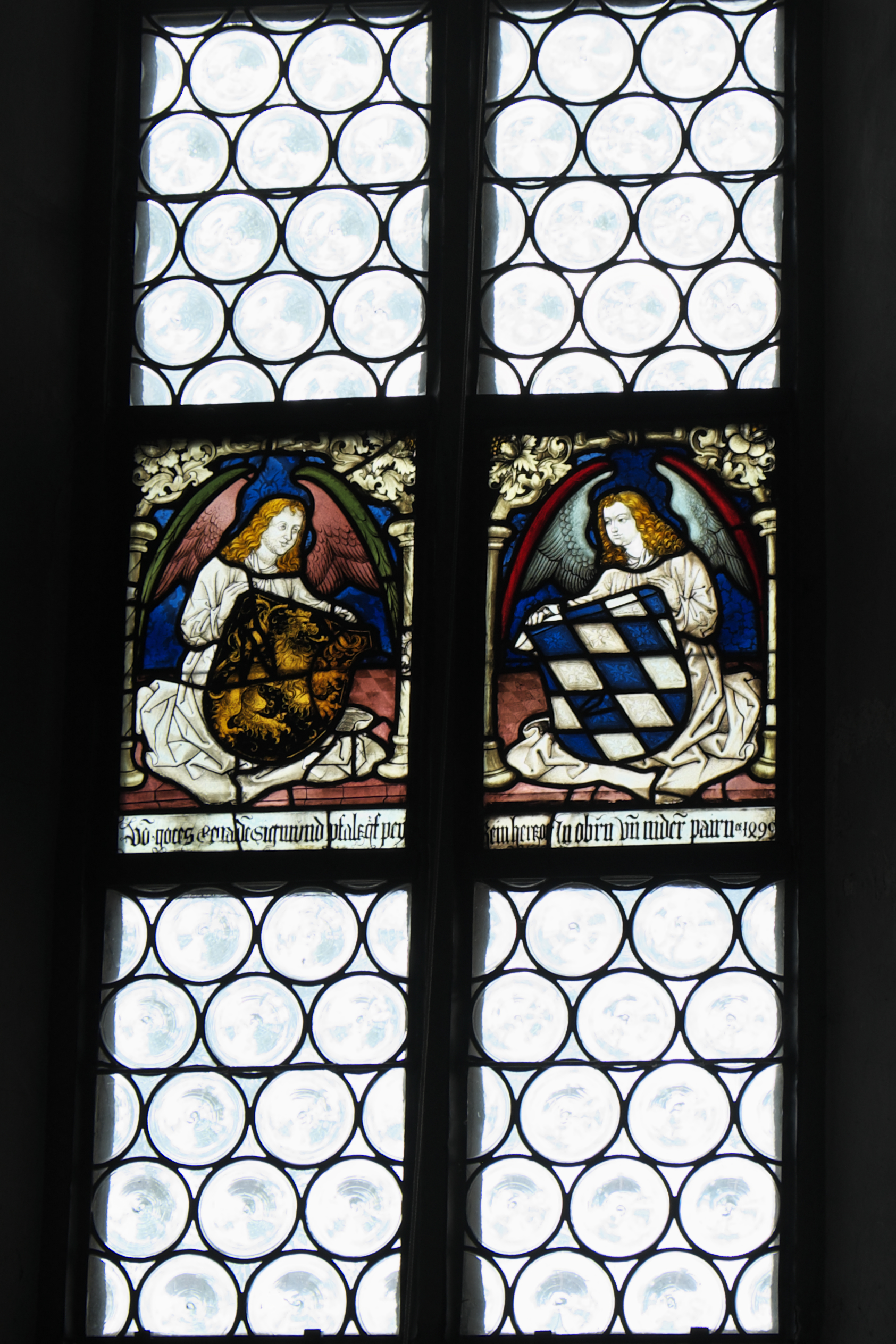
Wappenengel, Inschrift

## Innenausstattung

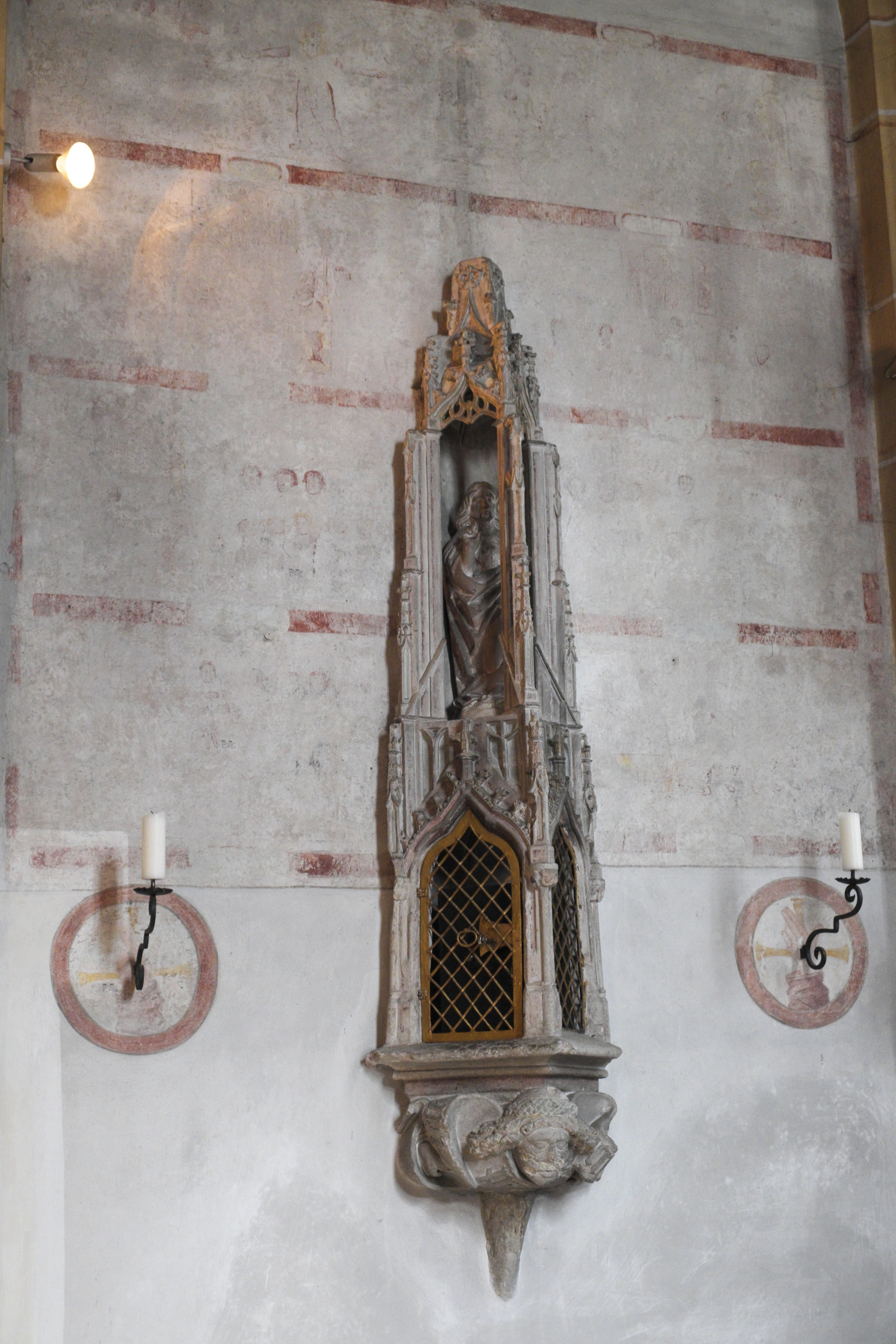
Sakramentshaus

- An der Nordseite des Chores befindet sich ein fast drei Meter hohes, spätgotisches Sakramentshaus. Das nicht mehr vollständig erhaltene Werk wurde vermutlich um 1499 von Ulrich Randeck geschaffen. Es weist noch Reste seiner ursprünglichen polygonalen Fassung auf. Die Konsole ist mit einem Engelskopf und einem Spruchband mit den Worten „ecce panis angelorum“ (dies ist das Brot der Engel[8]) skulptiert. Im Baldachin steht die Figur des Christus Salvator.
- Die Thronende Madonna mit Jesuskind in der Marienkapelle, der ursprünglichen südlichen Vorhalle, stammt vermutlich noch aus der Vorgängerkirche. Sie wird auf die Zeit um 1440 datiert.
- Die Kirche beherbergt drei frühbarocke Altäre, die vom Weilheimer Bildhauer und Holzschnitzer Hans Degler 1614/1615 geschaffen wurden.
  - Im Hochaltar erscheinen die beiden ursprünglichen Kirchenpatrone Martin und Nikolaus nur als Randfiguren. Im Zentrum des Säulenaufbaus befindet sich das herzförmiges Gemälde der sogenannten Heiligen Sippe, mit Maria, ihrer Mutter Anna und Marias Vater Joachim, Jesus mit seinem Ziehvater Josef sowie der noch kindliche Johannes der Täufer mit seinen Eltern Elisabeth und Zacharias. Das Gemälde ist von sechs hochrechteckigen Bildern mit Szenen aus dem Neuen Testament umrahmt. Über dem Blatt des Hauptaltares ist die Krönung Mariens zu sehen. Im überdimensional wirkenden Auszug, der höher als das Hauptgeschoss ist, steht in einer flachen Nische die Figur der Patrona Bavariae. Der Altar wird von einer Sonnenscheibe mit dem Jesus-Monogramm IHS bekrönt.
  - Die beiden Seitenaltäre sind mit Altarblättern und im Auszug sowie seitlich mit farbig gefassten Skulpturen geschmückt. Das Altarbild des nördlichen Seitenaltars zeigt das Pfingstgeschehen und Maria mit zwei Frauen an ihrer Seite im Kreis der Apostel[9]. Das Gemälde des südlichen Seitenaltars mit der Szene der Krönung Mariens (nach der Legenda Aurea) durch die Dreifaltigkeit, die als Gott der Vater, Sohn Gottes und Heiliger Geist dargestellt werden, wird dem Umkreis des flämischen Malers Peter Candid zugeschrieben. Eingerahmt ist dieser Vorgang von einem barocken Engelkranz und weiteren Heiligen, darunter Simon Petrus, Franz von Assisi, Bernhard von Clairvaux, Johannes der Täufer, Josef (links), sowie Benedikt von Nursia, Scholastika von Nursia, Maria Magdalena, Katharina von Alexandrien und Barbara von Nikomedien (rechts). Erst bei der Reinigung der Altarblätter im Jahre 2021[10] wurde die Datierung „1700“ sowie die Signatur des namhaften Künstlers „G. Asam“, Vater der berühmten Asambrüder Cosmas Damian und Egid Quirin[11] klein und unscheinbar unter dem Fuß Mariens im Pfingstbild und auf dem goldenen Kästchen der Heiligen Drei Könige im Altarbild des südlichen Altars.

## Orgel

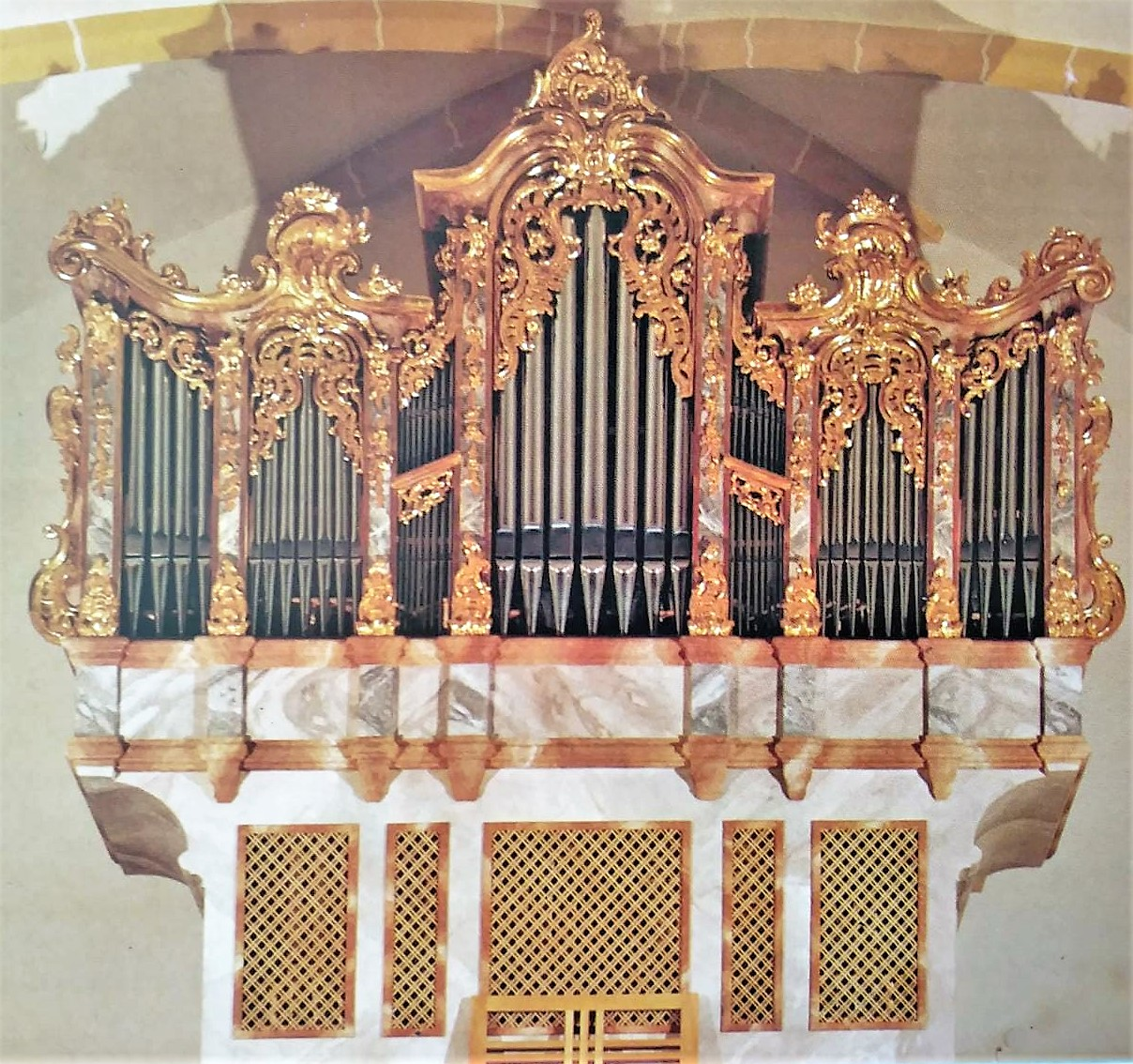
Orgel

Die Orgel geht vermutlich auf Quirin Weber um 1740 zurück. Nach Reparaturen 1884 durch Franz Xaver Frosch und um 1904 durch Franz Borgias Maerz baute 1913 Willibald Siemann ein zweimanualiges Werk mit 12 Registern in das historische Gehäuse ein. Das heutige Schleifladen-Werk erbaute 1984 Hubertus von Kerssenbrock mit 13 Registern auf zwei Manualen und Pedal. Die Disposition lautet:
| I Hauptwerk C–f3 |       |
| Rohrflöte        | 8′    |
| Principal        | 4′    |
| Holzflöte        | 4′    |
| Sesquialtera II  |       |
| Waldflöte        | 2′    |
| Mixtur IV        | 1 ⁄3′ |

| II Unterwerk C–f3 |       |
| Bleigedackt       | 8′    |
| Koppelflöte       | 4′    |
| Principal         | 2′    |
| Quinte            | 1 ⁄3′ |

| Pedal C–d1 |     |
| Subbaß     | 16′ |
| Oktavbaß   | 08′ |
| Choralbaß  | 04′ |

- Koppeln: II/I, I/P
- Effektregister: Tremulant auf das Gesamtwerk
- Stimmung nach Werckmeister II

## Geläut
Das Geläut wurde 1950 von der Glockengießerei Johann Hahn in Bronze gegossen. Die größte Glocke ist dem hl. Martin geweiht, sie klingt mit dem Ton „d“. Die Marienglocke erklingt mit dem Ton „f“ und die kleine Sterbeglocke mit dem Ton „g“, sie ist dem hl. Josef geweiht. Eine vierte Glocke hängt seit 1742 im Turm, wird jedoch nicht mehr geläutet.

## Dachdeckung
Bei der letzten Sanierung des Daches wurde der von Wilhelm Ludowici Ende des 19. Jahrhunderts entwickelte kombinierte 'Altdeutsche Mönch und Nonnenziegel Z6' verwendet.